# Anni 320 a.C.
Gli anni 320 a.C. sono il decennio che comprende gli anni dal 329 a.C. al 320 a.C. inclusi.

## Eventi, invenzioni e scoperte
- 326 a.C. - 304 a.C.: seconda Guerra Sannitica
- 330 a.C. - 325 a.C.: spedizione in Asia di Alessandro Magno
- 323 a.C.: morte di Alessandro Magno

## Nati
- Eracle di Macedonia, nobile macedone antico († 309 a.C.)325 a.C.
- Farnabazo I d'Iberia, re († 237 a.C.)323 a.C.
- Alessandro IV di Macedonia, sovrano macedone antico († 311 a.C.)
- Rintone, drammaturgo greco antico († 285 a.C.)320 a.C.
- Gneo Domizio Calvino Massimo, politico romano
- Gongsun Long, filosofo cinese († 250 a.C.)

## Morti
- Besso, militare e funzionario persiano
- Parmenione, generale macedone antico328 a.C.
- Clito il Nero, militare macedone antico
- Erigio, militare macedone antico
- Mazeo, satrapo persiano (n. 385 a.C.)
- Spitamene, militare persiano (n. 370 a.C.)327 a.C.
- Callistene, storico greco antico (n. 370 a.C.)326 a.C.
- Ada di Caria, regina greca antica
- Barsente, satrapo persiano
- Bas di Bitinia (n. 397 a.C.)
- Ceno, militare macedone antico
- Prassitele, scultore greco antico325 a.C.
- Abisare, principe indiano324 a.C.
- Agatone, militare macedone antico
- Balacro, militare macedone antico
- Efestione, nobile e generale macedone antico
- Licurgo di Atene, politico e oratore ateniese323 a.C.

- 10 giugno - Diogene di Sinope, filosofo greco antico
- Alessandro Magno, condottiero e militare macedone antico (n. 356 a.C.)
- Arpalo, nobile macedone antico
- Calano, filosofo, predicatore e mistico indiano (n. 398 a.C.)
- Cynane, nobile macedone antica (n. 359 a.C.)
- Dripetide, principessa persiana
- Leostene, militare ateniese
- Parisatide II, principessa persiana
- Sisigambi, principessa persiana
- Statira II, principessa persiana

- 12 ottobre - Demostene, politico e oratore ateniese (n. 384 a.C.)
- Ariarate I di Cappadocia
- Aristotele, filosofo greco antico
- Cleomene di Naucrati, greco antico
- Iperide, oratore e politico ateniese
- Leonnato, militare macedone antico (n. 356 a.C.)

- Cratero, generale macedone antico
- Menone di Farsalo, militare greco antico
- Neottolemo, generale macedone antico
- Perdicca, militare macedone antico320 a.C.
- Dinostrato, matematico greco antico (n. 390 a.C.)
- Teopompo, storico greco antico